# Copa CECAFA 2013
La Copa CECAFA 2013, llamada  GOtv CECAFA Challenge Cup 2013 por razones de patrocinio, fue la 36.ª edición de este torneo de fútbol a nivel de selecciones nacionales organizado por la CECAFA y que contó con la participación de 12 selecciones representantes de África Central, África Oriental y África del Sur.
Kenia venció a Sudán en la final disputada en Nairobi, Kenia para ganar el título por sexta ocasión en su historia.

## Participantes
El sorteo de los equipos participantes fue hecho el 15 de noviembre del 2013. Costa de Marfil, Zambia y Malaui fueron elegidos inicialmente como equipos invitados al torneo. Sin embargo, la CECAFA decidió descartar a Costa de Marfil porque su participación era económicamente costosa, la Asociación de Fútbol de Malaui decidió no mandar a un equipo por carecer de recursos económicos y Zambia reemplazó a Yibuti por segunda edición consecutiva.

### Equipos participantes
Las siguientes selecciones nacionales fueron las que participaron en el torneo:
| - Burundi - Etiopía - Eritrea - Kenia - Ruanda - Somalia | - Sudán del Sur - Sudán - Tanzania - Uganda - Zambia - Zanzíbar |

### Árbitros
Los siguientes 18 oficiales fueron elegidos por la CECAFA para participar en el torneo.

#### Árbitros Centrales
| - Thierry Nkurunziza - Luleseghed Ghebremichael - Anthony Ogwayo | - Davies Omweno - Louis Hakizimana - Wiish Yabarow | - Kheirala Murtaz - Denis Batte - Waziri Sheha |

#### Jueces de Línea
| - Gilbert Cheruiyot - Tonny Kidiya - Simba Honore | - Suleiman Bashir - Frezer Sakara - Mohammed Idam | - Ferdinand Chacha - Samuel Kayondo - Mark Ssonko |

## Fase de grupos
| Colores en los Grupos                            |
| ------------------------------------------------ |
| Clasifican a los cuartos de final                |
| Posibilidad de Clasificar a los cuartos de final |
| Eliminados                                       |

### Grupo A
Como en el caso de Kenia y Etiopía no pudo determinarse un criterio de desempate, se hizo el lanzamiento de moneda para determinar al ganador del grupo.
| Nación        | G | E | P | GF | GC | GD | Pts |
| ------------- | - | - | - | -- | -- | -- | --- |
| Kenia         | 2 | 1 | 0 | 5  | 1  | +4 | 7   |
| Etiopía       | 2 | 1 | 0 | 5  | 1  | +4 | 7   |
| Zanzíbar      | 1 | 0 | 2 | 3  | 6  | -3 | 3   |
| Sudán del Sur | 0 | 0 | 3 | 2  | 7  | -5 | 0   |

| Equipo 1      | Resultado | Equipo 2      |
| ------------- | --------- | ------------- |
| Zanzíbar      | 2–1       | Sudán del Sur |
| Kenia         | 0–0       | Etiopía       |
| Etiopía       | 3–1       | Zanzíbar      |
| Sudán del Sur | 1–3       | Kenia         |
| Sudán del Sur | 0–2       | Etiopía       |
| Kenia         | 2–0       | Zanzíbar      |

### Grupo B
| Nación   | G | E | P | GF | GC | GD | Pts |
| -------- | - | - | - | -- | -- | -- | --- |
| Zambia   | 2 | 1 | 0 | 6  | 1  | +5 | 7   |
| Tanzania | 2 | 1 | 0 | 3  | 1  | +2 | 7   |
| Burundi  | 1 | 0 | 2 | 2  | 2  | 0  | 3   |
| Somalia  | 0 | 0 | 3 | 0  | 7  | -7 | 0   |

| Equipo 1 | Resultado | Equipo 2 |
| -------- | --------- | -------- |
| Tanzania | 1–1       | Zambia   |
| Somalia  | 0–1       | Tanzania |
| Zambia   | 1–0       | Burundi  |
| Tanzania | 1–0       | Burundi  |
| Somalia  | 0–4       | Zambia   |

### Grupo C
| Nación  | G | E | P | GF | GC | GD | Pts |
| ------- | - | - | - | -- | -- | -- | --- |
| Uganda  | 3 | 0 | 0 | 5  | 0  | +5 | 9   |
| Sudán   | 2 | 0 | 1 | 4  | 1  | +3 | 6   |
| Ruanda  | 1 | 0 | 2 | 1  | 2  | -1 | 3   |
| Eritrea | 0 | 0 | 3 | 0  | 7  | -7 | 0   |

| Equipo 1 | Resultado | Equipo 2 |
| -------- | --------- | -------- |
| Uganda   | 1–0       | Ruanda   |
| Sudán    | 1–0       | Ruanda   |
| Eritrea  | 0–3       | Uganda   |
| Ruanda   | 1–0       | Eritrea  |
| Uganda   | 1–0       | Sudán    |

### Clasificación de los Terceros Lugares
Así como los dos mejores equipos de cada grupo, los dos mejores terceros lugares de cada grupo clasificaron a los cuartos de final.
| Nación   | G | E | P | GF | GC | GD | Pts |
| -------- | - | - | - | -- | -- | -- | --- |
| Burundi  | 1 | 0 | 1 | 2  | 2  | 0  | 3   |
| Ruanda   | 1 | 0 | 1 | 1  | 2  | -1 | 3   |
| Zanzíbar | 1 | 0 | 1 | 3  | 6  | -3 | 3   |

## Ronda Final
La ronda final inició el 7 de diciembre con los cuartos de final y terminó el 12 de diciembre con la final. En esta fase, los equipos disputaban juegos de eliminación directa. Los perdedores en las semifinales se enfrentarían para ver quien quedaba en tercer lugar del torneo

## Cuartos de final
Se jugaron los días 7 y 8 de diciembre.
| Equipo 1 | Resultado   | Equipo 2 |
| -------- | ----------- | -------- |
| Uganda   | 2–2 (2–3 p) | Tanzania |
| Kenia    | 1–0         | Ruanda   |
| Zambia   | 0–0 (4–3 p) | Burundi  |
| Etiopía  | 0–2         | Sudán    |

### Semifinales
Se jugaron el 10 de diciembre.
| Equipo 1 | Resultado    | Equipo 2 |
| -------- | ------------ | -------- |
| Tanzania | 0–1          | Kenia    |
| Zambia   | 1–2 (a.e.t.) | Sudán    |

### Tercer Lugar
| 12 de diciembre de 2013 | Tanzania    | 1–1 (5-6 p) | Zambia       | Nyayo National Stadium, Madaraka Estate, Nairobi, Kenia |                               |
| 14:00 UTC+3             | Samatta 65' | Reporte     | Kampamba 52' | Árbitro(s): Kheirala Murtaz )                           | Árbitro(s): Kheirala Murtaz ) |

### Final
| 12 de diciembre de 2013 | Kenia                                                  | 2 – 0          | Sudán     | Nyayo National Stadium, Madaraka Estate, Nairobi, Kenia |                           |
| 18:00 UTC+3             | Wanga 35', 69' · Omar 38' · Opiyo 86' · Kiongera 90+4' | Report Reporte | Kamal 44' | Árbitro(s): Wiish Yabarow                               | Árbitro(s): Wiish Yabarow |

## Campeón
| Copa CECAFA 2013 |
| ---------------- |
| Bandera de Kenia |
| Kenia 6º Título  |

## Posiciones Finales
| Kenia                              | 5 | 1 | 0 | 9 | 1 | +8 | 16 |
| Sudán                              | 4 | 0 | 2 | 8 | 4 | +4 | 12 |
| Zambia                             | 2 | 3 | 1 | 8 | 4 | +4 | 9  |
| Tanzania                           | 2 | 3 | 1 | 6 | 5 | +1 | 9  |
| Eliminados en los Cuartos de Final |   |   |   |   |   |    |    |
| Uganda                             | 3 | 1 | 0 | 7 | 2 | +5 | 10 |
| Etiopía                            | 2 | 1 | 1 | 5 | 3 | +2 | 7  |
| Burundi                            | 1 | 1 | 2 | 2 | 2 | 0  | 4  |
| Ruanda                             | 1 | 0 | 3 | 1 | 3 | -2 | 3  |
| Eliminados en la Fase de Grupos    |   |   |   |   |   |    |    |
| Zanzíbar                           | 1 | 0 | 2 | 3 | 6 | -3 | 3  |
| Sudán del Sur                      | 0 | 0 | 3 | 2 | 7 | -5 | 0  |
| Eritrea                            | 0 | 0 | 3 | 0 | 7 | -7 | 0  |
| Somalia                            | 0 | 0 | 3 | 0 | 7 | -7 | 0  |